# العقوم (مناخة)

تعديل مصدري - تعديل

العقوم هي إحدى قرى عزلة بني جربن بمديرية مناخة التابعة لمحافظة صنعاء، بلغ تعداد سكانها 133 نسمة حسب تعداد اليمن لعام 2004.